# لاواسا
لاواسا (به مراتی: लवासा) یک منطقهٔ مسکونی در هند است که در پونا (شهر) واقع شده‌است. لاواسا ۱۰۰ کیلومتر مربع مساحت دارد ۶۳۰ متر بالاتر از سطح دریا واقع شده‌است.